# Personer i Sverige födda i Irak
Till personer i Sverige födda i Irak räknas personer som är folkbokförda i Sverige och som har sitt ursprung i Irak. Enligt Statistiska centralbyrån fanns det 2018 i Sverige sammanlagt cirka 144 000 personer födda i Irak. 2019 bodde det i Sverige sammanlagt 225 780 personer som antingen själva var födda i Irak eller hade minst en förälder som var det. 

## Historik
De är en av de största etniska minoritetsgrupperna som bor i Sverige enligt Statistiska centralbyrån år 2018 (tredje störst efter syrier och finländare). Många irakier flydde till Sverige under 1980- och 90-talet, på grund av Iran–Irak-kriget och Gulfkriget.

## Svenskar med irakisk bakgrund
Den 31 december 2015 fanns utöver de 131 888 personerna födda i Irak 64 003 personer som var födda i Sverige men hade irakisk bakgrund eller ursprung, enligt Statistiska centralbyråns definition:
- Personer födda i Sverige med båda föräldrarna födda i Irak: 46 880
- Personer födda i Sverige med fadern född i Irak och modern i ett annat utländskt land: 8 210
- Personer födda i Sverige med modern född i Irak och fadern i ett annat utländskt land: 3 313
- Personer födda i Sverige med fadern född i Irak och modern i Sverige: 4 033
- Personer födda i Sverige med modern född i Irak och fadern i Sverige: 1 567

Den 31 december 2015 fanns 131 888 personer i Sverige som var födda i Irak, varav 70 815 män (53,69 %) och 61 073 kvinnor (46,31 %). Motsvarande siffra för den 31 december 2000 var 49 372, varav 27 826 män (56,36 %) och 21 546 kvinnor (43,64 %).
Den 31 december 2015 fanns 23 190 personer i Sverige som saknade svenskt medborgarskap men hade irakiskt medborgarskap.

## Åldersfördelning
Åldersfördelningen bland personer födda i Irak som var folkbokförda i Sverige. Siffror från Statistiska centralbyrån enligt den 31 december 2015:
| År               | Antal  | %       |
| ---------------- | ------ | ------- |
| 31 december 2015 |        |         |
| 0–14 år          | 9 106  | 6,90 %  |
| 15–24 år         | 22 232 | 16,86 % |
| 25–54 år         | 80 397 | 60,96 % |
| 55–64 år         | 13 160 | 9,98 %  |
| 65+ år           | 6 993  | 5,30 %  |

## Historisk utveckling

### Irakiskt medborgarskap
| Irakiska medborgare utan svenskt medborgarskap i Sverige 1973–2015 | Irakiska medborgare utan svenskt medborgarskap i Sverige 1973–2015 | Irakiska medborgare utan svenskt medborgarskap i Sverige 1973–2015 | Irakiska medborgare utan svenskt medborgarskap i Sverige 1973–2015 | Irakiska medborgare utan svenskt medborgarskap i Sverige 1973–2015 |
| ------------------------------------------------------------------ | ------------------------------------------------------------------ | ------------------------------------------------------------------ | ------------------------------------------------------------------ | ------------------------------------------------------------------ |
|                                                                    |                                                                    |                                                                    |                                                                    |                                                                    |
| År                                                                 |                                                                    |                                                                    | Folkmängd                                                          |                                                                    |
| 1973                                                               | 1973                                                               |                                                                    | 117                                                                |                                                                    |
| 1975                                                               | 1975                                                               |                                                                    | 121                                                                |                                                                    |
| 1980                                                               | 1980                                                               |                                                                    | 557                                                                |                                                                    |
| 1985                                                               | 1985                                                               |                                                                    | 3 532                                                              |                                                                    |
| 1990                                                               | 1990                                                               |                                                                    | 7 722                                                              |                                                                    |
| 1995                                                               | 1995                                                               |                                                                    | 21 289                                                             |                                                                    |
| 2000                                                               | 2000                                                               |                                                                    | 33 116                                                             |                                                                    |
| 2005                                                               | 2005                                                               |                                                                    | 31 892                                                             |                                                                    |
| 2010                                                               | 2010                                                               |                                                                    | 56 851                                                             |                                                                    |
| 2011                                                               | 2011                                                               |                                                                    | 55 846                                                             |                                                                    |
| 2012                                                               | 2012                                                               |                                                                    | 43 234                                                             |                                                                    |
| 2013                                                               | 2013                                                               |                                                                    | 31 167                                                             |                                                                    |
| 2014                                                               | 2014                                                               |                                                                    | 25 930                                                             |                                                                    |
| 2015                                                               | 2015                                                               |                                                                    | 23 190                                                             |                                                                    |
| Anm.: Befolkning den 31 december respektive år.                    |                                                                    |                                                                    |                                                                    |                                                                    |

### Födda i Irak
| Personer i Sverige födda i Irak 1950–2024 | Personer i Sverige födda i Irak 1950–2024 | Personer i Sverige födda i Irak 1950–2024 | Personer i Sverige födda i Irak 1950–2024 | Personer i Sverige födda i Irak 1950–2024 |
| --- | ----------------------------------------- | ----------------------------------------- | ----------------------------------------- | ----------------------------------------- |
| |                                           |                                           |                                           |                                           |
| År |                                           |                                           | Folkmängd                                 |                                           |
| 1950 | 1950                                      |                                           | 5                                         |                                           |
| 1960 | 1960                                      |                                           | 16                                        |                                           |
| 1970 | 1970                                      |                                           | 108                                       |                                           |
| 1980 | 1980                                      |                                           | 631                                       |                                           |
| 1990 | 1990                                      |                                           | 9 818                                     |                                           |
| 2000 | 2000                                      |                                           | 49 372                                    |                                           |
| 2001 | 2001                                      |                                           | 55 696                                    |                                           |
| 2002 | 2002                                      |                                           | 62 751                                    |                                           |
| 2003 | 2003                                      |                                           | 67 645                                    |                                           |
| 2004 | 2004                                      |                                           | 70 117                                    |                                           |
| 2005 | 2005                                      |                                           | 72 553                                    |                                           |
| 2006 | 2006                                      |                                           | 82 827                                    |                                           |
| 2007 | 2007                                      |                                           | 97 513                                    |                                           |
| 2008 | 2008                                      |                                           | 109 446                                   |                                           |
| 2009 | 2009                                      |                                           | 117 919                                   |                                           |
| 2010 | 2010                                      |                                           | 121 761                                   |                                           |
| 2011 | 2011                                      |                                           | 125 499                                   |                                           |
| 2012 | 2012                                      |                                           | 127 860                                   |                                           |
| 2013 | 2013                                      |                                           | 128 946                                   |                                           |
| 2014 | 2014                                      |                                           | 130 178                                   |                                           |
| 2015 | 2015                                      |                                           | 131 888                                   |                                           |
| 2016 | 2016                                      |                                           | 135 129                                   |                                           |
| 2017 | 2017                                      |                                           | 140 830                                   |                                           |
| 2018 | 2018                                      |                                           | 144 035                                   |                                           |
| 2019 | 2019                                      |                                           | 146 048                                   |                                           |
| 2020 | 2020                                      |                                           | 146 440                                   |                                           |
| 2021 | 2021                                      |                                           | 146 769                                   |                                           |
| 2022 | 2022                                      |                                           | 146 831                                   |                                           |
| 2023 | 2023                                      |                                           | 145 586                                   |                                           |
| 2024 | 2024                                      |                                           | 143 160                                   |                                           |
| Anm.: Befolkning den 31 december respektive år förutom åren 1960 och 1970 som avser förhållandet den 1 november och år 1980 som avser förhållandet den 15 september. |                                           |                                           |                                           |                                           |